# Osiedle Tysiąclecia (Zielona Góra)
Osiedle Tysiąclecia – osiedle Zielonej Góry, położone w śródmiejskiej części miasta.
Budowę osiedla rozpoczęto w 1957, pierwsze budynki w stylu socrealistycznym nawiązywały do warszawskiej Marszałkowskiej Dzielnicy Mieszkaniowej. Najstarsza zabudowa powstała przy ulicach Bolesława Chrobrego, Bolesława Krzywoustego i Mieszka I.